# Rockin' All Over the World (sång)
Rockin' All Over The World är en låt skriven och inspelad av John Fogerty (gitarrist, sångare från Creedence Clearwater Revival) för solodebutalbumet John Fogerty, släppt September 1975 på skivbolaget Fantasy Records.
Status Quo släppte sin version som singel 30 oktober 1977 på skivbolaget Vertigo. Senare samma år släppte gruppen albumet Rockin' All Over the World.
Låten är en av bandets mest framgångsrika hits. Status Quo öppnade Live Aid med just Rockin' All Over The World.